# Ismaël Ferroukhi
Ismaël Ferroukhi (nascut el 26 de juny de 1962) és un director de cinema i guionista franco-marroquí.
Ferroukhi va néixer a Kenitra. Es va donar a conèixer amb el seu curtmetratge de 1992 L'Exposé, que va guanyar el premi Kodak al 46è Festival Internacional de Cinema de Canes. Després, Ferroukhi va coescriure la pel·lícula de Cédric Kahn Trop de bonheur (1994).
El seu debut com a director Le Grand Voyage, produït per Humbert Balsan i Ognon Pictures, va guanyar el premi Lleó del Futur "Luigi De Laurentiis" per un primer llargmetratge a la 61a Mostra Internacional de Cinema de Venècia el 2004.

## Filmografia
| Any  | Títol                                      | Director | Guionista | Notes                            |
| ---- | ------------------------------------------ | -------- | --------- | -------------------------------- |
| 1993 | L'Exposé                                   | Sí       | Sí        | Short film                       |
| 1994 | Trop de bonheur                            |          | Sí        |                                  |
| 1994 | Tous les garçons et les filles de leur âge |          | Sí        | Sèrie de televisió               |
| 1996 | Culpabilité zéro                           |          | Sí        | Telefilm                         |
| 1996 | Court toujours : l'Inconnu                 | Sí       | Sí        | Curtmetratge                     |
| 1997 | Un été aux hirondelles                     |          | Sí        | Telefilm                         |
| 2000 | Petit Ben                                  | Sí       | Sí        | Telefilm                         |
| 2004 | Le Grand Voyage                            | Sí       | Sí        |                                  |
| 2004 | Lahna Lalhih                               |          | Sí        | Curtmetratge                     |
| 2005 | L'Avion                                    |          | Sí        |                                  |
| 2007 | Enfances                                   | Sí       |           | Segment "La Paire de chaussures" |
| 2011 | Les Hommes libres                          | Sí       | Sí        |                                  |
| 2019 | Mica                                       | Sí       | Sí        |                                  |

## Premis i nominacions
- L'Exposé (1993) (Premi Kodak al curtmetratge, 46è Festival Internacional de Cinema de Canes)
- Le Grand Voyage (2004) (Nominació: Estrella d'Or, Festival Internacional de Cinema de Marràqueix)
- Le Grand Voyage (2004) (Premi Luigi De Laurentiis, 61a Mostra Internacional de Cinema de Venècia)[4]
- Le Grand Voyage (2005) (Millor pel·lícula, Festival Internacional de Cinema de Mar del Plata)
- Le Grand Voyage (2005) Palmera de Plata i premi a la millor interpretació masculina a la XXVI edició de la Mostra de València[5]
- Le Grand Voyage (2006) (Nominació: BAFTA a la millor pel·lícula en llengua no anglesa)